# Friedrich Hölderlin
Friedrich Hölderlin (pronunciació alemanya del cognom [ˈhœldɐˌliˑn]; Lauffen am Neckar, ducat de Württemberg, 20 de març de 1770 - Tübingen, Regne de Württemberg, 7 de juny de 1843) va ser un poeta alemany a cavall dels segles xviii i xix, raó per la qual de vegades hom el troba erròniament classificat, en les taxonomies literàries, com a poeta del romanticisme. Se'l considera un dels més grans poetes lírics en llengua alemanya. Les seues obres barregen elements del classicisme i temes cristians.
La seua novel·la Hyperion (1797-99), essencial dins de la seua obra, fa palesa la seua fascinació per l'antiga Grècia.

## Biografia
Va dedicar-se a la literatura durant només un període al voltant de deu anys. Durant la seua vida no va conèixer ni l'estabilitat ni la felicitat, segons ell, perquè li faltaren tant els diners com el reconeixement. L'enfrontament de la societat amb ell arran d'un afer amorós amb una dona casada el va conduir finalment a la bogeria: Sóc mortal, nat per a l'amor i per al sofriment. Va rebutjar l'habitual acceptació idealista de la felicitat; per a ell el plaer existeix, però és aigua tèbia sobre la llengua.
Nat a Lauffen am Neckar, ducat de Württemberg, Hölderlin va perdre son pare, administrador d'un monestir local, a l'edat de dos anys. Pocs anys després, sa mare, Johanna Christina Hölderlin, es va casar amb el governador de Nürtingen. A l'edat de catorze anys, va començar a escriure poemes, llegits pels seus companys d'escola i pels seus professors. A partir de l'any 1788, a la Universitat de Tübingen, va estudiar teologia i va obtenir el títol de mestre. Durant aquest període, va esdevenir amic de Hegel (1770-1831) i ambdós van compartir una gran admiració per la Revolució Francesa.
L'any 1793 va ser presentat a Friedrich Schiller, el qual va publicar alguns dels seus poemes, i va treballar com a preceptor a Waltershausen. Un punt d'inflexió en la seua vida va esdevenir en ser nomenat preceptor en una casa pertanyent a un riquíssim banquer de Frankfurt, Jakob Gontard. Hölderlin va viure una història d'amor amb la muller del seu patró, Suzette Gontard, a qui ell anomenava Diotima en els seus poemes. Llur felicitat va ser de curta durada, en assabentar-se el marit de la relació. No obstant això, van continuar escrivint-se i veient-se en secret. Van trobar-se per última vegada l'any 1800. Les cartes de Suzette adreçades al poeta donen molta informació sobre llur història d'amor.
Cansat de les cabòries amoroses, va deixar Frankfurt l'any 1798. Aleshores, va començar un període d'intensa creativitat, amb les seues grans elegies i el segon volum d' Hyperion. Va escriure també textos filosòfics i una tragèdia, Der Tod des Empedokles, que va quedar inconclusa. En el final del seu gran himne "Patmos", el poeta manifesta que la funció principal del poeta és el cultiu de la paraula i la interpretació de la realitat. Poc abans del seu viatge a França, va declarar: Ara puc retrobar una nova veritat, una millor visió en gran part sobre nosaltres mateixos i sobre el nostre entorn, pensant que tinc por d'aquestes coses que poden eventualment associar-se a mi com l'ancià Tàntal, que havia rebut dels déus més del que li havia estat possible de digerir. Després d'haver gaudit d'un breu treball com a preceptor a Bordeus, Hölderlin va tornar l'any 1802 a Alemanya.
Malauradament, aquest viatge fet a peu va accentuar el seu estat d'esquizofrènia. De retorn a Nürtingen, va assabentar-se de la mort de Suzette, i l'any 1805 la seua salut mental va degradar-se totalment. Durant certs períodes, quan atenyia bastant lucidesa per a escriure, traduïa les tragèdies de Sòfocles.
Els 36 darrers anys de la vida de Hölderlin es van desenvolupar sota l'ombra de la bogeria, en una casa de repòs a Tübingen. Va morir el 7 de juny de 1843. Els últims poemes considerats "acceptables" que va escriure són Brod und Wein, una elegia que celebra alhora Jesús i Dionís, Der Archipelagus, una oda d'esperança en el fet que l'Alemanya moderna es dirigirà vers el caràcter de la Grècia antiga, Heidelberg i Der Rhein (el Rin), odes sobre la ciutat i el riu, i la patriòtica Germanien. L'any 1831, Friedrich Nietzsche (1844-1900) va escriure un assaig entusiàstic sobre Hölderlin, el seu "poeta favorit", gairebé oblidat en seu temps. El 1874, va aparèixer un recull de les seues obres, Ausgewählte Werke. Amb l'inici del segle xx, va començar la redescoberta i el reconeixement del més gran poeta alemany després de Goethe. Així mateix, Martin Heidegger va rebre una gran influència de Hölderlin, i va publicar l'any 1971 un assaig titulat Aproximació a Hölderlin, en què exposava les relacions fonamentals entre filosofia i poesia.

## Repercussions
Hölderlin no va pertànyer directament a cap dels dos moviments literaris principals de la seua època, el classicisme de Weimar o el romanticisme, però el seu pensament reflecteix elements comuns amb tots dos. En la seua utilització clàssica dels versos, de la forma i de la sintaxi, Hölderlin és el successor de Friedrich Klopstock (1724-1803), que va intentar desenvolupar per a la llengua alemanya una perfecció clàssica, que la situaria al costat del grec i del llatí. Hölderlin comparteix el gust dels classicistes per l'"edle Einfalt" i l'"stille Größe" ('una noble senzillesa i una grandesa serena'), ideal formulat per Johann Winckelmann (1717-1768), afegint-hi el seu sentit místic de la natura i dels elements del panteó i de les imatges cristianes. Com William Blake i W. B. Yeats, explora la cosmologia i la història per trobar un sentit a aquest món incert. Hölderlin també juga un important paper en el desenvolupament de la filosofia a partir de Kant i de Hegel, i participa en la formació de l'idealisme alemany.
La poesia de Hölderlin ha fascinat igualment el filòsof alemany Martin Heidegger (1889-1976), que va escriure: "La poesia és l'establiment de l'ésser a través dels mitjans del món". En les seues lectures dels anys 1930, Heidegger considera Hölderlin, en tant que poeta, com la veu de les consciències, un profeta del futur latent d'una nació. "Els poetes sorgeixen en la seua major part als inicis o a les acaballes d'una era", va dir una vegada el mateix Hölderlin. Va ser molt estimat durant el Tercer Reich, i les seues obres completes van ser publicades en quatre volums. Irònicament, el protagonista d'Hyperion deixa sa casa i la seua pàtria, perquè s'hi aplica la llei del despotisme...

## Obres
- L'Arxipèlag. Edició bilingüe. Traducció de Josep Maria Marlès. Dins: Reduccions - Revista de Poesia, 32 (1986), pp. 28-45. Versió accessible en línia en:
  - Der Archipelagus - L'Arxipèlag. Pdf (català).
- L'Arxipèlag. Elegies. Edició bilingüe. Traducció de Jordi Llovet. Barcelona: Quaderns Crema, 1999 (In amicorum numero, vol. 12). ISBN 84-7727-277-8; ISBN 978-84-7727-277-9.
- Mar de Mars (Der Archipelagus). Edició bilingüe. Traducció de Macià Riutort Riutort. Dins: Mar de Mars (català)
- Un fragment de ‘La Mort d'Empèdocles’ de Hölderlin traduït per Carles Riba. Traducció de Carles Riba. Dins: Reduccions - Revista de Poesia, 23-24 (1984), p. 43. Versió accessible en línia en:
  - Fragment de ‘La mort d'Empèdocles’ - traducció de Carles RibaPdf (català).
- Himnes i altres poemes (1796-1804)
- Himnes. Edició bilingüe. Traducció de Manuel Carbonell Florenza. Barcelona: Quaderns Crema, 1981 (Poesia dels Quaderns Crema, vol. 7). ISBN 84-85704-14-2; ISBN 978-84-85704-14-9.
- Hipèrion o l'ermità de Grècia. Traducció i pròleg de Ricard Torrents. Vic: EUMO/Edipoies, 1982. També dins: Reduccions - Revista de Poesia, vols. 15 (1982) i 16 (1982). Aquesta versió és accessible en línia en:
  - Hipèrion o l'ermità de Grècia. Pdf 1 (català).
  - Hipèrion o l'ermità de Grècia. Pdf 2 (català).
- Hiperió o l'ermita a Grècia. Traducció de Jordi Llovet. Barcelona: Columna Edicions, Llibres i Comunicació, S.A., 1993 (Columna, vol. 105). ISBN 84-7809-312-5; ISBN 978-84-7809-312-0.
- La mort d'Empèdocles. Traducció de Jordi Llovet. Barcelona: Quaderns Crema, 1993 (In amicorum numero, vol. 4). ISBN 84-7727-098-8; ISBN 978-84-7727-098-0.
- Mnemosine. Edició bilingüe de les tres versions. Traducció de Manuel Carbonell. Dins: Reduccions - Revista de Poesia, 9 (1979), pp. 34-43. Versió accessible en línia en:
  - Pdf (català).
- Odes - Élégies - Hymnes. Traduction de l'allemand par Michel Deguy, André Du Bouchet, François Fédier, Philippe Jaccottet, Gustave Roud et Robert Rovini. Préface de Jean-François Courtine. Paris: Gallimard, 1993 (Collection Poésie/Gallimard, vol. núm. 272). ISBN 2-07-032739-6; ISBN 978-2-07-032739-3.
- Œuvres - Hypérion - Empédocle - Poèmes - Essais - Lettres. Édition publiée sous la direction de Philippe Jaccottet. Avant-propos de Philippe Jaccottet, traduction de Philippe Jacottet, Denise Naville, Gustave Roud, Robert Rovini, François Fédier, Michel Deguy, André du Bouchet. Paris: Gallimard, 1967 (Bibliothèque de La Pléiade, vol. 191). ISBN 2-07-010260-2; ISBN 978-2-07-010260-0.
- Planys de Menó per Diotima. Traducció de Jaume Vidal Alcover. Tarragona: La Gent del Llamp, 1986 (Sèrie Zenit). ISBN 84-398-6429-9; ISBN 978-84-398-6429-5.
- Poemes. Traducció de Josep M. Marlès. Barcelona: Publicacions Abadía Montserrat, SA, 1988 (Biblioteca Serra d'Or, vol. 75). ISBN 84-7202-926-3; ISBN 978-84-7202-926-2.
- Poemes. Traducció de Feliu Formosa. Dins: Feliu Formosa (curador): Poesia alemanya - antologia del segle xvi al XIX. Barcelona: Ed. 62 i la caixa, 1984 (Les Millors Obres de la Literatura Universal. Vol. 32), pàgs. 167-180. ISBN 84-297-2120-7; ISBN 978-84-297-2120-1.
  - Introducció al poeta: pàg. 167.
  - "Als joves poetes": pàg. 168.
  - "A les Parques": pàg. 169.
  - "Aplaudiment dels homes": pàg. 170.
  - "Baixa, sol resplendent": pàg. 171.
  - "Cant de l'alemany": pàg. 172-173.
  - "Heidelberg": pàg. 174.
  - "La pàtria": pàg. 175.
  - "El Nèckar": pàg. 176.
  - "Diotima": pàg. 177.
  - "A Zimmer": pàg. 178.
  - "El passeig": pàg. 179.
  - "Vida més alta": pàg. 180.
- Poemes de l'entenebriment. Traducció de Manuel Carbonell. Amb un estudi de Roman Jakobson. Barcelona: Quaderns Crema, 1996 (In amicorum numero, vol. 6). ISBN 84-7727-160-7; ISBN 978-84-7727-160-4.
- Principis per a la consecució poètica. Pròleg i traducció de Manuel Carbonell. Barcelona: Quaderns Crema, 2014 (Assaig Minor, vol. 18). ISBN 978-84-7727-544-2.
- Traduccions de Pindare, Sophocle: Antigone, Œdipe. Traduction de Philippe Lacoue-Labarthe: Friedrich Hölderlin: Œdipe de Sophocle. Édition bilingue. Paris: Christian Bourgeois, 1998² (collection «Détroits», vol. 1). ISBN 2-267-01458-0; Friedrich Hölderlin: Antigone de Sophocle. Édition bilingue. Paris: Christian Bourgeois, 1978¹ (1998²) (collection «Détroits», vol. 2). ISBN 2-267-01459-9.
- Traduccions de Píndar, Sòfocles: Antígona, Èdip.
- Versions de Hölderlin. Traducció de Carles Riba. Barcelona: Edicions 62, 1983 (Els llibres de l'Escorpí. Poesia, vol.6). ISBN 84-297-2013-8; ISBN 978-84-297-2013-6.